# Jarabe de Palo
Jarabe de Palo – hiszpański zespół rockowy, mający korzenie aragońskie, jednak stworzony w Barcelonie.
Liderem zespołu jest solista i kompozytor Pau Donés. Poza tym w zespole występują: Alex Tenas, Jordi Mena, Maria Roch, Daniel Forcada i Toni Saigi.
Jednymi z najpopularniejszych utworów tego zespołu są: La Flaca i Dos días en la vida.

## Dyskografia
- 2011: ¿Y ahora que hacemos?
- 2009: Orquesta Reciclando
- 2007: Adelantando
- 2004: 1 m2
- 2003: Grandes Éxitos
- 2003: Bonito
- 2001: De vuelta y vuelta
- 1999: Depende
- 1996: La Flaca